# Carex nubens
Carex nubens är en halvgräsart som beskrevs av Ernest Lepage. Carex nubens ingår i släktet starrar, och familjen halvgräs. Inga underarter finns listade i Catalogue of Life.